# Do Wah Diddy Diddy
«Do Wah Diddy Diddy» — песня американских авторов Джеффа Берри и Элли Гринвич. Впервые была записана в декабре 1963 группой The Exciters. Однако фирма United Artists Records не стала поддерживать продвижение пластинки, в результате чего хит не состоялся. Тогда песня была записана группой The Raindrops, в состав которой входили супруги Берри и Гринвич, но эта запись была опубликована лишь в 1994 году.
Международный успех песни пришёл в 1964 году, когда её исполнила британская группа Manfred Mann. Сингл с их версией стал лидером национальных хит-парадов США и Великобритании, успешно конкурируя с такими сильными песнями, как «A Hard Day’s Night» Битлз, «The House of the Rising Sun» Энималз и «Oh, Pretty Woman» Роя Орбисона. Исполнялась голландской поп-группой A la Carte.
В 1996 году немецкий евродэнс-проект Fun Factory записал свою версию песни для альбома Fun-Tastic (под названием «Doh Wah Diddy»); на композицию также было снято музыкальное видео.